# دونالد آلن
دونالد آلن (انگلیسی: Donald Allan؛ زادهٔ ۲۴ سپتامبر ۱۹۴۹) دوچرخه‌سوار اهل استرالیا است.